# 27236 Millermatt
27236 Millermatt è un asteroide della fascia principale. Scoperto nel 1999, presenta un'orbita caratterizzata da un semiasse maggiore pari a 2,6553157 UA e da un'eccentricità di 0,0676314, inclinata di 3,35386° rispetto all'eclittica.